# Ocyptamus obsoletus
Ocyptamus obsoletus är en tvåvingeart som först beskrevs av Charles Howard Curran 1941.  Ocyptamus obsoletus ingår i släktet Ocyptamus och familjen blomflugor.
Artens utbredningsområde är Paraguay. Inga underarter finns listade i Catalogue of Life.